# Zedd
Антон Заславски (рус. Антон Заславский; 2. септембар 1989), познатији под уметничким именом Зед (енгл. Zedd), руско-немачки је ди-џеј, музички продуцент и аутор песама. Првенствено производи и изводи електро хаусе музику, али је разноврстан свој жанр и музички стил, цртајући утицај прогресивне куће, дабстеп и класичне музике. Зед је одрастао и започео каријеру у Кајзерслаутерну, Немачка.
Зедове најпознатије продукције до сада су песме Stay са Алесија Каром, који је његов највећи сингл, и који је достигао број 7 на Билбоард хот 100; Његов претходни је био Clarity са Фоксесом, који је на листи број 8 на америчкој хот 100 и на првом месту на америчкој Хот Денс Клаб песама. Његова сарадња са Арианом Гранде му је помогла да направи Break Free, која је досегла број 4 на хот 100 и број 1 на хот Денс / Електро песме. Зед је освојио Греми за најбољи плесни снимак на 56. Греми наградама за Clarity.

## Дискографија
- Clarity (2012)
- True Colors (2015)
- Telos (2024)